# Brentina
Brentina est une jument de dressage de niveau olympique montée par Debbie McDonald. Elle est la propriété de E. Parry-Thomas.

## Origines
Brentina est une fille de Brentano II, étalon Hanovrien de l'année 2003. Elle a produit plusieurs chevaux réputés, comme Barclay et Barclay II, Os Dea II, et elle est la mère de Poetin. Brentina est une sœur de l'étalon Barclay II.

## Carrière
Brentina a été vendu à Peggy Thomas pour 150 000 Deutsche Marks en octobre 1994 aux ventes aux enchères de Verden. Elle était initialement prévue comme monture pour Peggy, mais la jeune jument a jeté Mme Thomas à terre et McDonald l'a gardée. La jument a eu, depuis, un succès incroyable au niveau international en dressage, en devenant l'un des chevaux américains les plus titrés de l'histoire.